# 李晖 (嗣霍王)
李晖（?—?），唐朝宗室，唐高祖的玄孙，霍王李元軌的曾孙，江夏王李绪的孙子，嗣江夏王李志顺的儿子。
武则天时，李元軌被流放，途中死去。李绪被杀。唐中宗神龙初年，与李元轨、李绪父子一起追复官爵，封李晖为嗣霍王。景龙四年（710年），李晖加银青光禄大夫。唐玄宗开元年间，李晖为左千牛卫员外将军。